# Angelo Minoia
Angelo Minoia (Milano, 18 agosto 1912 – Milano, 23 luglio 1969) è stato un calciatore italiano, di ruolo attaccante.

## Carriera
Ha esordito diciannovenne nel Milan in Serie A l'11 gennaio 1931 nella partita Milan-Torino (1-1). Ha poi giocato per il Pavia nella stagione 1932-1933, dal 1936 al 1938 ha giocato al Lecco e dal 1938 al 1940 con il Como.

## Palmarès

### Club

#### Competizioni nazionali
- Prima Divisione: 1

Pavia: 1932-1933